# Янтар, Анна
Анна Янтар (пол. Anna Jantar, настоящее имя Анна Мария Шметерлинг, с 1971 года — Анна Мария Кукульская; 10 июня 1950, Познань — 14 марта 1980, Варшава) — польская эстрадная певица.

## Биография
Анна Мария Шметерлинг родилась в Познани в семье Юзефа Шметерлинга (1925—1997) и Халины Сурмацевич (1924—2016).
В 1965—1969 годах училась в VIII общеобразовательном лицее им. Адама Мицкевича и музыкальной школе в Познани. В 1969 девушка успешно сдала экзамены для поступления в Государственную высшую театральную школу в Варшаве, но из-за нехватки мест не была принята.
В 1968 году начала карьеру артистки как Анна Шметерлинг. Сотрудничала с ансамблем «Polne Kwiaty» и с ним же на познанском радио записала песню «Po ten kwiat czerwony».
С 1969 года Анна была вокалисткой ансамбля «Waganci», в котором выступал её будущий муж, композитор Ярослав Кукульски. Ансамбль достиг успеха благодаря песне «Co ja w tobie widziałam».
11 апреля 1971 года в познанском костёле св. Анны состоялось венчание Анны и Ярослава. 3 марта 1976 года родилась их дочь Наталья, ставшая впоследствии известной поп-певицей.
В 1972 году после сдачи экзамена стала профессиональной эстрадной певицей и начала сольную карьеру как Анна Янтар. На протяжении 1970-х годов Анна была одной из ведущих польских певиц.
В 1973 году приняла участие в Национальном фестивале песни польской в Ополе, где исполнила свой первый хит в сольной карьере «Najtrudniejszy pierwszy krok». В течение своей карьеры Анна завоевала множество премий и наград. Она также сотрудничала с многими польскими артистами (Станислав Сойка, Богуслав Мец, Збигнев Холдис, Анджей Тенард), выступала с группами «Budka Suflera» и «Perfect».
Анна Янтар погибла 14 марта 1980 года в авиакатастрофе самолёта Ил-62 «Николай Коперник», что произошла недалеко от варшавского аэропорта Окенче.
25 марта певицу похоронили на Вавжишевском кладбище в Варшаве.

## Награды и премии
- 1969 — премия за песню «A lipiec gral» на Фестивале студенческой песни в Кракове.
- 1969 — награда за интерпретацию произведения «Łąka bez kwiatów» на фестивале FAMA (Артистический фестиваль академической молодёжи; польск. Festiwal Artystyczny Młodzieży Akademickie) в Свиноуйсьце.
- 1970 — Песня года 1970 — «Co ja w tobie widziałam» (исполненная с ансамблем «Waganci»).
- 1973 — самая популярная песня лета — «Najtrudniejszy pierwszy krok».
- 1974 — приз зрительских симпатий за песню «Tyle słońca w całym mieście» на XII Национальном фестивале песни польской в Ополе.[2]
- 1974 — награда студии грамзаписи «Polskie Nagrania» за песню «Nie żałujcie serca, dziewczyny» и титул Мисс объектива на Фестивале солдатской песни в Колобжеге.
- 1974 — награда за интерпретацию югославской песни «Czas jest złotem» на фестивале в Любляне.
- 1974 — III приз на «Cisko 74» в Каслбаре (Ирландия) за песню «Tak wiele jest radości».
- 1974 — III приз (совместно с Марианной Врублевской и Тадеушем Возняком) на Coupe d’Europe в Филлахе (Австрия).
- 1974 — хит лета и песня года — «Tyle słońca w całym mieście».
- 1975 — II приз за интерпретацию песни «Staruszek świat», а также приз зрительских симпатий и приз от читателей «Голоса побережья (польск. Głosu Wybrzeża)» за песню «Tyle słońca w całym mieście» на Международном фестивале песни в Сопоте.[3]
- 1975 — II место за песню «Niech ziemia tonie w kwiatach» на Фестивале хитов в Дрездене (ГДР).
- 1975 — самая популярная песня лета — «Mój, tylko mój».
- 1975 — Анна признана Певицей года (согласно опросу обозревателей эстрады), а также занимает третье место в списке самых популярных польских исполнителей (согласно опросу еженедельника «Панорама»).
- 1975 — Песня года — «Tyle słońca w całym mieście».
- 1976 — Золотой диск за долгоиграющую пластинку «Tyle słońca w całym mieście» на Международном фестивале песни в Сопоте.
- 1976 — По результатам опроса «Панорамы» Анна занимает второе место среди самых популярных польских исполнителей, а также песня «Za każdy uśmiech» получает второе место в категории «Песня года».
- 1977 — Золотой диск за долгоиграющую пластинку «Za każdy uśmiech» в телепередаче «Studio 2».
- 1979 — II место за интерпретацию песни «Tylko mnie poproś do tańca» на Фестивале хитов в Тампере (Финляндия).
- 1979 — по результатам опроса радиослушателей передачи «Studia Gama» песня «Nic nie może wiecznie trwać» становится песней года.

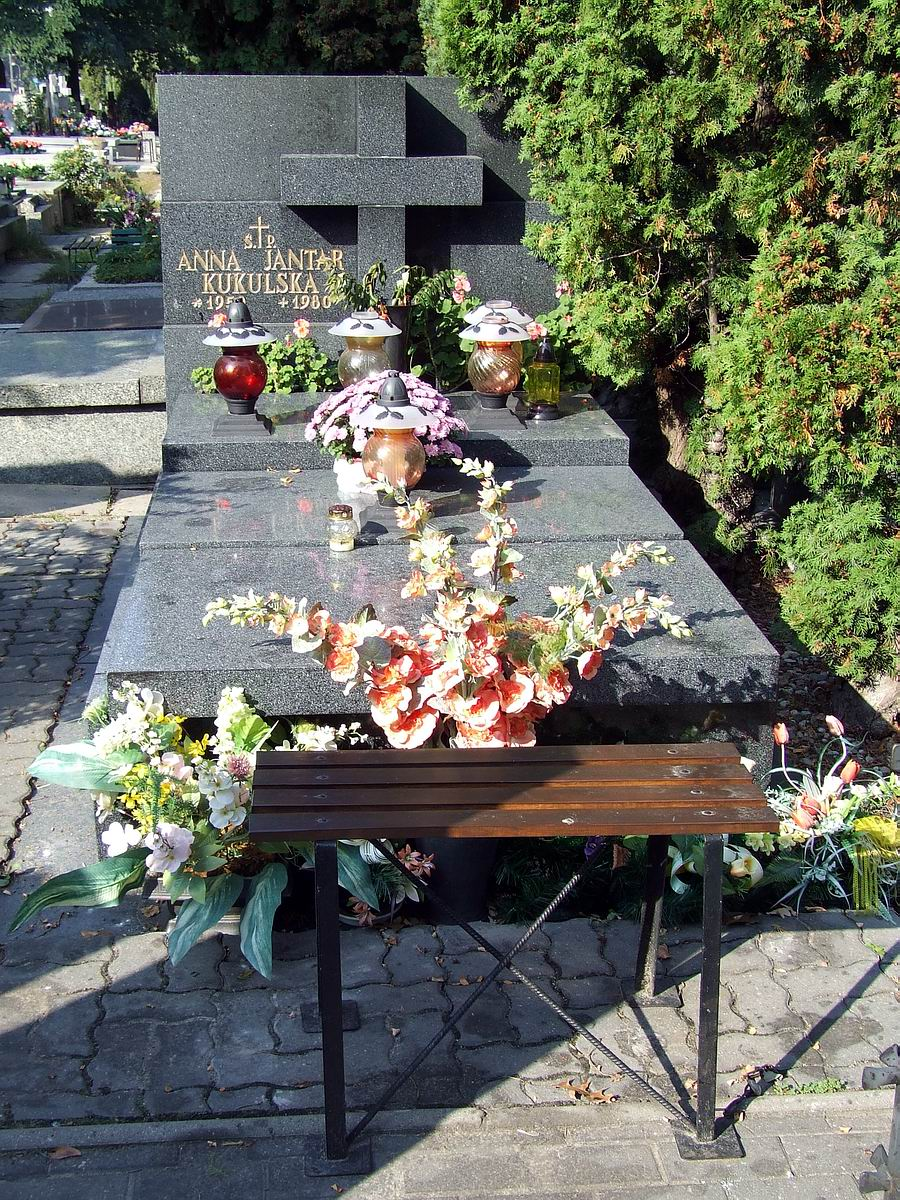
Могила Анны Янтар

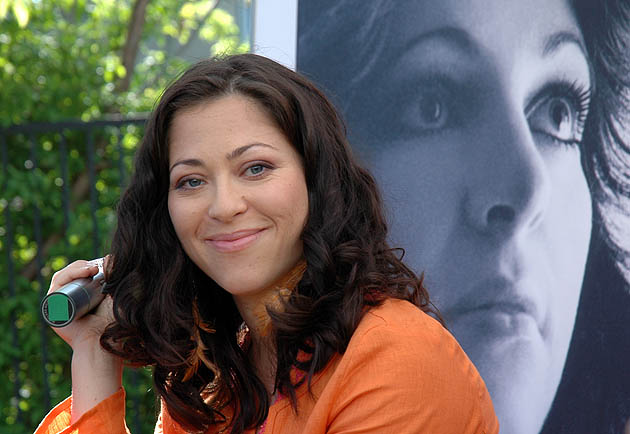
Наталья Кукульская на фоне фотографии мамы

- 1979 — Певица года.

## Дискография

### Студийные альбомы
- 1974 — Tyle słońca w całym mieście (Polskie Nagrania Muza)
- 1976 — Za każdy uśmiech (Polskie Nagrania Muza)
- 1977 — Zawsze gdzieś czeka ktoś (Polskie Nagrania Muza)
- 1980 — Anna Jantar (Pronit-Tonpress)

### Мини-альбомы
- 1971 — Waganci

1. Co ja w tobie widziałam
2. Dziś w twoich oczach
3. Co mogę jeszcze mieć
4. Razem z tobą
- 1972 — Anna Jantar

1. Na skrzydłach dni
2. Kiedy dziś patrzę na topole
3. Ileś wart ja nie wiem
4. Zobaczyliśmy się nagle

### Сборники
- 1974 — Opole '74 — Premiery (Polskie Nagrania Muza)
- 1980 — The Best of Anna Jantar (Polskie Nagrania Muza)
- 1986 — Anna i Natalia (Anna Jantar, Natalia Kukulska)
- 1990 — Piosenki Anny Jantar (Анна Янтар и другие артисты)
- 1990 — The Best of Anna Jantar 2 (Polskie Nagrania Muza)
- 1991 — Nic nie może wiecznie trwać (Polskie Nagrania Muza)
- 1991 — Niezapomniane przeboje
- 1991 — Największe Przeboje
- 1991 — Piosenki dla dzieci (Anna Jantar, Natalia Kukulska)
- 1992 — The Collection
- 1992 — Zamiast słuchać bajek (Anna Jantar, Natalia Kukulska)
- 1992 — Złote przeboje
- 1993 — 1971-1991 Historie Nieznane
- 1993 — Wspomnienie
- 1995 — Niezapomniane przeboje cz.2, Wspomnienie
- 1995 — Niezapomniane przeboje cz.3
- 1996 — Cygańska pieśń
- 1997 — Antologia cz.1
- 1997 — Antologia cz.2
- 2000 — Gold
- 2000 — Złota kolekcja — Radość najpiękniejszych lat (EMI Music Poland)
- 2000 — Tyle słońca… live (концерт, посявящённый памяти Анны Янтар)
- 2003 — Perły — Tyle słońca w całym mieście (Polskie Nagrania Muza)
- 2004 — Galeria przebojów (3 CD)
- 2004 — Platynowa kolekcja — Złote przeboje
- 2004 — The best — Dyskotekowy bal
- 2005 — Tyle słońca… (3 CD)
- 2005 — Po tamtej stronie (Anna Jantar, Natalia Kukulska) (Sony BMG Music Entertainment Poland)
- 2008 — Gwiazdy polskiej piosenki — Anna Jantar
- 2008 — Platynowa kolekcja — Największe polskie przeboje
- 2009 — Największe przeboje
- 2010 — Złota kolekcja (2 CD) — CD1 Radość najpiękniejszych lat, CD2 Spocząć (EMI Music Poland)
- 2010 — Wielka Dama (4 CD) — CD1 Nieśmiertelna, CD2 Słoneczna, CD3 Refleksyjna, CD4 Zaskakująca (EMI Music Poland)
- 2012 — Autobiografia (3 CD) — CD1 Przebojowa, CD2 Liryczna, CD3 Live

### Синглы
- 1971 — Wszystkie koty w nocy czarne / Marzenia o marzeniach (Waganci)
- 1974 — Nastanie dzień / Tyle słońca w całym mieście
- 1975 — Staruszek świat / Dzień bez happy endu
- 1975 — Będzie dość / Za każdy uśmiech
- 1975 — Mój tylko mój / Dzień nadziei
- 1977 — Dyskotekowy bal / Zgubiłam klucz do nieba
- 1977 — Dyskotekowy bal / Kto umie tęsknić
- 1978 — Baju-baj proszę pana (Jambalaya) / Radość najpiękniejszych lat
- 1978 — Po tamtej stronie marzeń / Mój świat zawsze ten sam
- 1978 — Mój tylko mój / Mój świat zawsze ten sam
- 1978 — Kto powie nam / Dżinsowe maniery
- 1978 — Tylko mnie poproś do tańca / Let me stay / Nie wierz mi nie ufaj mi / Zawsze gdzieś czeka ktoś
- 1979 — Gdzie są dzisiaj tamci ludzie / Nie ma piwa w niebie
- 1979 — Hopelessly Devoted to You / You’re the One that I Want (со Станиславом Сойкой)
- 1985 — Wielka dama tańczy sama / Moje jedyne marzenie
- 2005 — Układ z życiem / Nic nie może wiecznie trwać

### Почтовые открытки
- 1971 — Marzenia o marzeniach / Frywolna babcia (Waganci)
- 1972 — Ileś wart ja nie wiem
- 1972 — Ja się w tobie nie zakocham
- 1972 — Zobaczyliśmy się nagle
- 1973 — Najtrudniejszy pierwszy krok
- 1974 — Twoje oczy obiecują siódme niebo
- 1974 — Kto wymyślił naszą miłość
- 1974 — Tak wiele jest radości
- 1974 — Otwórzmy nieba ciemne drzwi
- 1974 — Tyle słońca w całym mieście
- 1974 — Jaki jesteś jeszcze nie wiem
- 1974 — Żeby szczęśliwym być / Chcę kochać
- 1975 — Najtrudniejszy pierwszy krok / Biały wiersz od ciebie
- 1975 — Gdzie nie spojrzę — ty / Jaki jesteś jeszcze nie wiem
- 1975 — Hasta manana (польская версия песни группы ABBA) / Poszukaj swojej gwiazdy
- 1975 — Za każdy uśmiech / Staruszek świat
- 1975 — Rosyjskie pierniki
- 1977 — Tak blisko nas
- 1977 — Zawsze gdzieś czeka ktoś
- 1977 — Godzina drogi / Gdy on natchnieniem jest
- 1978 — Zwycięży Polska / Chłopcy gola (Аргентина '78)
- 1978 — Nie wierz mi nie ufaj mi / Zgubiłam klucz do nieba
- 1978 — Baju baj proszę pana (Jambalaya) / Po tamtej stronie marzeń
- 1978 — Jambalaya
- 1978 — Na ciebie czekam lwie / Po tamtej stronie marzeń
- 1978 — Po tamtej stronie marzeń
- 1979 — Śpij maleńka spokojnie
- 1979 — Słoń to wielka frajda
- 1979 — Słońce za mną chodzi
- 1979 — Nic nie może wiecznie trwać

## Память
- После трагичной гибели Анны ансамбль «Budka Suflera» посвятил ей песню «Słońca jakby mniej».
- В честь Анны Янтар Известная польская певица Халина Францковяк исполнила песню «Anna już tu nie mieszka». Автор слов — Януш Кондратович, композитор — Ярослав Кукульский.
- Анне посвящены песни из репертуара Кшиштофа Кравчика: «To co dał nam świat» и «Lot nr. 205».
- Песня «Ocean wspomnień» группы «Papa Dance» была также посвящена Анне Янтар.
- Наталья Кукульска исполнила две песни, посвящённые своей маме — «Dłoń» и «Po tamtej stronie».
- В мае 1983 Агатой Матерович и Збигневом Ростковским был основан музыкальный клуб Анны Янтар «Bursztyn» в Варшаве. Клуб, насчитывающий 1600 участников, организовывает встречи, выставки, а также авторские вечера, посвящённые певице.
- С 1984 года дебютантам на Национальном фестивале песни польской в Ополе вручается награда имени Анны Янтар.
- В 1990 вышел первый альбом, где разные артисты исполняют песни в честь Анны. В записи альбома приняли участие: Элени, Богуслав Мец, Эва Дэнбицка, Моника Борыс, Митек Шчэшняк, Иоланта Яшковска, Иоанна Загданьска, Веслава Сус, Магда Дурэцка.
- В 1994 вышла книга Мариоли Прызван «Wspomnienie o Annie Jantar — Słońca jakby mniej…»; в 2000 году было опубликовано третье, расширенное издание книги.
- В 2000 году, 20 лет спустя трагичной смерти Анны Янтар, состоялся концерт, посвящённый памяти артистки. Запись концерта вышла на альбоме «Tyle słońca…». Наталья Кукульская пригласила следующих артистов для исполнения песен: Марыля Родович, Анна Мария Йопек, Юстина Стэчковская, Кася Ковальская, Митек Шчэшняк, Анджей Пясэчный, Кася Носовская.
- В 2004—2006 во Вжесни состоялся фестиваль, посвящённый памяти певицы — Фестиваль песни им. Анны Янтар.
- Также во Вжесни находится амфитеатр им. Анны Янтар, открытый в 2005 году, спустя 25 лет со дня гибели певицы[4].
- В 2007 в телепередаче «Jak oni śpiewają», певица Агнешка Влодарчик исполнил песню «Tyle słońca w całym mieście», запись которой позже была издана на макси-сингле Влодарчик.
- 27-28 октября 2007 в Быдгоще в третий раз прошёл фестиваль «Pejzaż bez Ciebie», в тот раз посвящённый Анне Янтар. В первый день выступали молодые исполнители, был организован конкурс исполнения песен из репертуара Анны Янтар. Во второй день песни Анны зазвучали в аранжировке Кшиштофа Хердзина, их исполняли известные польские исполнители: Наталья Кукульская, Kayah, Кася Ковальская, Ольга Бончик, Аня Домбровская, Татьяна Окупник, Халина Францковяк, Ирена Яроцкая, Александра Беньковская, Малгожата Островская, Кшиштоф Кильяньский, Лукаш Загробельный, Karimski Club.
- Осенью 2008 года вышла книга воспоминаний об Анне в авторстве Анджея Витко.
- В апреле 2009 одна из улиц в г. Ополе (микрорайон Festiwal Park), была названа именем Анны Янтар.
- Осенью 2010 один из тематических эпизодов двенадцатого выпуска программы «Taniec z gwiazdami» (была показана телеканалом TVN) был посвящён хитам Анны. Все пары, принимавшие участие в программе, танцевали под песни вокалистки. А специальным гостем программы была Наталья Кукульска, которая исполнила песню «Radość najpiękniejszych lat».
- 1 июня 2010 на Алее звёзд польской песни в Ополе произошло открытие звезды Анны Янтар.[5]
- 3 июня 2012 в рамках Национального Фестиваля польской песни в Ополе, состоялся концерт, посвящённый памяти Анны Янтар и Ярослава Кукульского «Życia mała garść».
- 14 марта 2014 вышла книга Мариоли Прызван «Bursztynowa Dziewczyna. Anna Jantar we wspomnieniach», которая является расширенным изданием книги «Słońca jakby mniej… Wspomnienia o Annie Jantar» (2000).
- 4 июня 2015 в честь 65-летия со дня рождения певицы была издана, написанная Мартином Вильком, биографическая книга «Tyle słońca. Anna Jantar. Biografia». Во время её написания автор консультировался с Натальей Кукульской.[6]